# Páprád
Páprád is een plaats (község) en gemeente in het Hongaarse comitaat Baranya. Páprád telt 202 inwoners (2001).